# دنیس کلیف اسمیت
دنیس کلیف اسمیت (انگلیسی: Dennis Smith Jr.؛ زادهٔ ۲۵ نوامبر ۱۹۹۷) بازیکن بسکتبال اهل ایالات متحده آمریکا است.
از باشگاه‌هایی که در آن بازی کرده‌است می‌توان به دالاس ماوریکس، دیترویت پیستونز، و نیویورک نیکس اشاره کرد.